# Łowczyk złotobrewy
Łowczyk złotobrewy, łowiec złotobrewy (Todiramphus winchelli) – gatunek średniej wielkości ptaka z rodziny zimorodkowatych (Alcedinidae). Występuje na Filipinach. W Czerwonej księdze gatunków zagrożonych IUCN klasyfikowany jest jako gatunek narażony (VU, Vulnerable).

## Systematyka
Pierwszego naukowego opisu gatunku dokonał brytyjski przyrodnik Richard Bowdler Sharpe, nadając mu nazwę Halcyon Winchelli. Opis ukazał się w 1877 roku na łamach „Transactions of the Linnean Society of London”; do opisu dołączona była tablica barwna. Holotyp to dorosła samica z kolekcji przywiezionej z Filipin przez Josepha Beala Steere’a. Jako miejsce typowe Sharpe wskazał miejscowość Isabela na wyspie Basilan. Obecnie gatunek zaliczany jest do rodzaju Todiramphus.
Wyróżnia się pięć podgatunków T. winchelli:
- T. w. alfredi (Oustalet, 1890),
- T. w. mindanensis (Parkes, 1966),
- T. w. nesydrionetes (Parkes, 1966),
- T. w. nigrorum (Hachisuka, 1934),
- T. w. winchelli (Sharpe, 1877).

### Etymologia
- Todiramphus: rodzaj Todus Brisson, 1760 (płaskodziobek); gr. ῥαμφος rhamphos „dziób”[11].
- winchelli: na cześć pana Winchella – przyjaciela i nauczyciela Josepha Beala Steere’a[6][12].

## Morfologia
Średniej wielkości ptak o dużym, szerokim u nasady, czarnym dziobie, którego górna część jest nieco jaśniejsza. Nogi szarawo-czarne, dolne strony stóp żółte. Tęczówki ciemnobrązowe. Występuje dymorfizm płciowy. Ptak o ubarwieniu z przewagą ciemnoniebieskiego koloru w górnych częściach ciała i białego w dolnych. Góra głowy niebieska, poniżej dosyć szeroka maska obejmująca nasadę dzioba, policzki, okolice oczu, uszy i zwężająca się z tyłu głowy. W okolicy nozdrzy występuje rdzawa plamka. Podgardle, gardło, dolna część szyi, brzuch i boki białe, podobnie jak pokrywy podogonowe. Boki szyi i kark przechodzą płynnie od białego do rdzawopomarańczowego na karku. Grzbiet i pokrywy skrzydeł ciemnoniebieskie, zad jasnoniebieski, ogon dość krótki, ciemnoniebieski. Pokrywy podogonowe białawe. Samice podgatunku nominatywnego mają blade płowopomarańczowe dolne części ciała. Samica podgatunku T. w. nesydrionetes ma pomarańczowe boki szyi, pierś i górne części boków, które kontrastują z białym brzuchem i gardłem. T. w. nigrorum ma charakterystyczną niebieskawo-czarną plamę na boku białej piersi, ciemniejsze i bardziej czarniawe górne części ciała. T. w. mindanensis jest podobny do T. w. nigrorum, jednak z wyraźnie fioletowymi odcieniami niebieskich obszarów upierzenia. Samce podgatunku T. w. alfredi mają płowożółte dolne części ciała.
Długość ciała 25 cm, masa ciała: samce 60–64 g, samice 67–80 g.

## Zasięg występowania
Poszczególne podgatunki łowczyka złotobrewego występują:
- T. w. alfredi – archipelag Sulu w południowo-zachodnich Filipinach (wyspy Jolo, Tawi-Tawi, Sanga-Sanga, Bongao, Papahag).
- T. w. mindanensis – Mindanao i może Camiguin, gdzie podgatunek został niedawno zaobserwowany.
- T. w. nesydrionetes – środkowe Filipiny: wyspy Tablas, Romblon i Sibuyan, prawdopodobnie ten podgatunek występuje także na Masbate i Sicogon.
- T. w. nigrorum – na wyspach Samar, Calicoan, Biliran, Leyte, Negros, Cebu, Siquijor i Bohol.
- T. w. winchelli – wyspa Basilan[9].

Zasięg występowania łowczyka złotobrewego według szacunków organizacji BirdLife International obejmuje około 458 tys. km².

## Ekologia
Jego głównym habitatem są gęste wilgotne nizinne lasy tropikalne, głównie pierwotne, ale także zdegradowane lasy krasowe. Gatunek ten występuje zazwyczaj do wysokości 600 m n.p.m., tylko na Mindanao stwierdzono górną granicę występowania na około 1000 m n.p.m. Jest gatunkiem osiadłym. Długość pokolenia jest określana na 4,8 roku. W skład jego diety wchodzą duże owady, w tym prostoskrzydłe (Orthoptera), cykady (Cicadidae) i chrząszcze (Coleoptera), a także larwy, pająki i dżdżownice. Pokarm pobiera głównie z górnych partii lasu, jednak widywany był również na ziemi.

### Rozmnażanie
Brak szczegółowych informacji na ten temat. Jedno gniazdo znaleziono w starej nadrzewnej termitierze.

## Status
W Czerwonej księdze gatunków zagrożonych IUCN łowczyk złotobrewy jest klasyfikowany jako gatunek narażony (VU, Vulnerable). Liczebność populacji jest szacowana na powyżej 2500, ale poniżej 10 000 dorosłych osobników, ptak ten opisywany jest jako rzadki i niepospolity, a jego populacja mocno rozdrobniona. Trend populacji uznawany jest za silnie spadkowy z powodu zagrożeń związanych ze zmniejszaniem się habitatu (wylesianiem).